# Raymond Kalla
Pour les articles homonymes, voir Kalla (homonymie).
Raymond Nkongo Kalla (né le 24 avril 1975 à Douala) est un footballeur camerounais qui joue au poste de défenseur central.

## Biographie

### Enfance, éducation
Raymond naît  le 24 avril 1975 à Douala,. Il est un fils du terroir de Bonabéri.

## Carrière

### Débuts
il commence le football dans son quartier d'enfance de la ville de Douala, Bonabéri. Il participe à des duels en championnats de vacances. Il sera recruté par le club de deuxième division de son quartier, Stade de Bonaberi. Quelque temps après, il rejoint le club Léopard, lui qui est un fervent supporter des Bana Ba Njoh. Ses performances attirent les dirigeants du Canon Sportif de Yaoundé. Ceci lui facilite un recrutement en 1993 au sein des Mekok me Ngonda. Il rejoint l'équipe nationale du Cameroun en 1994 pour la coupe du monde aux États-Unis.

### Clubs
En 1995, il rejoint la Grèce pour le compte du club Panachaiki; il y joue pendant trois années. En 1998, il est recruté à l’Extremadura en Espagne. En 2002, il va en Allemagne pour trois ans avec VfL Bochum puis la Turquie à Sivasspor, en 2005. Et en 2006, il rentre au Cameroun où il joue pour Union sportif de Douala jusqu'en 2008 avant de prendre sa retraite sportive.
| Équipe                  | Pays                   | Années    |
| ----------------------- | ---------------------- | --------- |
| Canon Yaoundé           | Cameroun               | 1993-1995 |
| Panachaiki              | Grèce                  | 1995-1998 |
| Extremadura             | Drapeau de l'Espagne   | 1998-2002 |
| VfL Bochum              | Drapeau de l'Allemagne | 2002-2005 |
| Sivasspor               | Drapeau de la Turquie  | 2005-2006 |
| Union sportif de Douala | Drapeau du Cameroun    | 2006-2008 |

### Sélection nationale
Il participe à trois éditions de coupe du monde 1994, 1998 et 2002. Il dispute plusieurs coupes d'Afrique des nations et remporte les éditions de 2000 et 2002. Son palmarès fait de lui un pilier de la génération 2000 des Lions Indomptables.
En 2022, il est nommé Team Manager des Lions Indomptables, équipe du Cameroun de football,.